# Kolecisztokinin

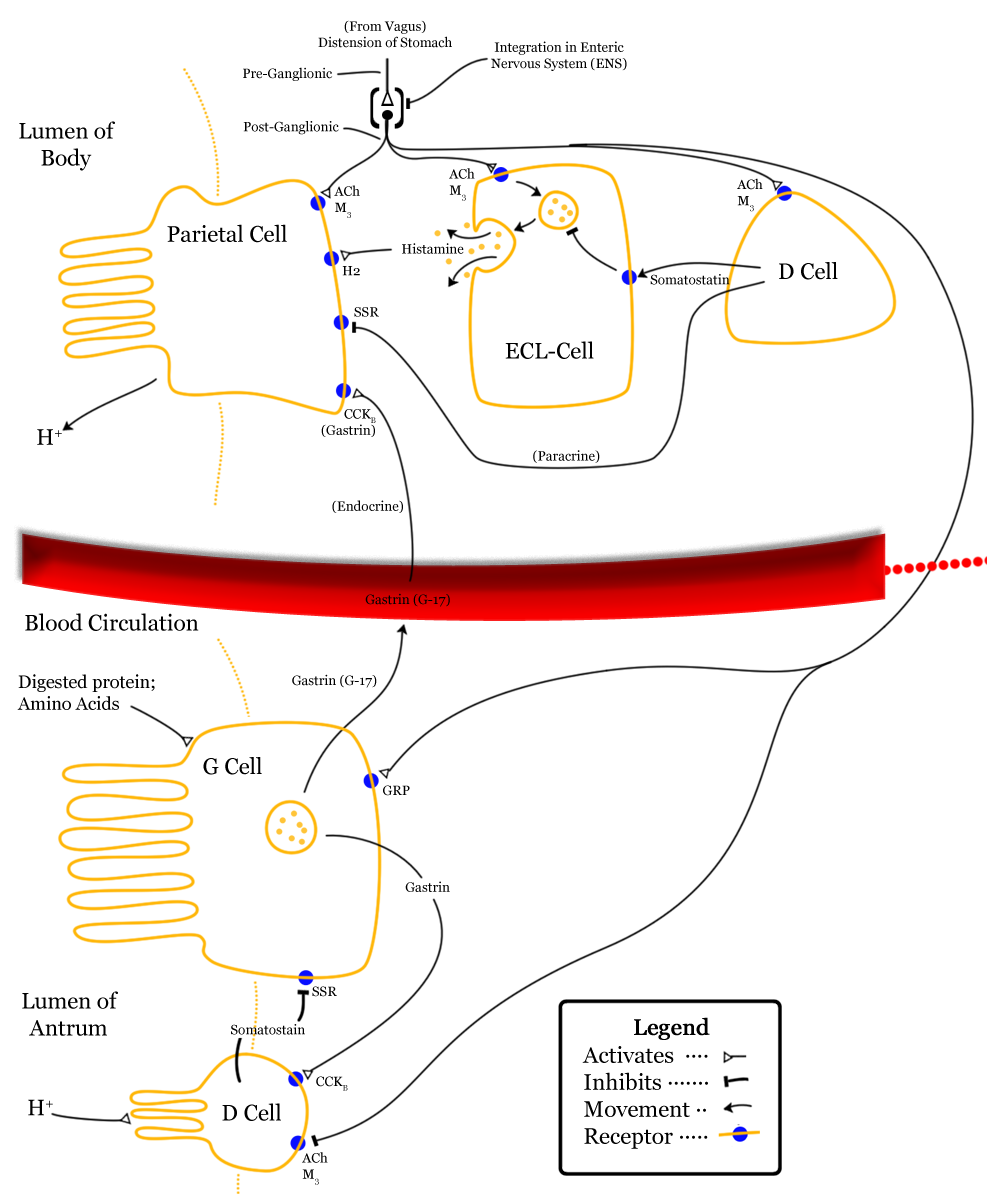
A gyomorsavkiválasztás szabályozása

A kolecisztokinin (rövidítve CCK; jelentése epehólyagmozgató) egy emésztőrendszeri peptidhormon, amelynek elsődleges funkciója, hogy elősegítse a zsírok és fehérjék emésztését. A korábban pankreoziminnek is nevezett peptid a nyombél enteroendokrin sejtjeiben képződik. és hatására a hasnyálmirigyből emésztőenzimek, az epehólyagból pedig epe szabadul fel. Csökkenti az étvágyat is. 

## Szerkezete
A kolecisztokinin génje, a CCK a 3. kromoszómán található. A prekurzor fehérje utólagos módosításokon megy át, ennek hatására több, különböző hosszúságú, aktív kolecisztokinin-molekula jön létre: a CCK58, CCK33, CCK22 és CCK8, ahol a szám a peptidet alkotó aminosavak számát jelenti. Szerkezetében nagyon hasonlít a szintén az emésztést befolyásoló gasztrinra, a C-terminus felőli öt aminosavban megegyeznek. A C-terminus felőli 7. tirozin aminosavhoz szulfátcsoport kapcsolódik: ez létfontosságú ahhoz, hogy a hormon kapcsolódni tudjon a receptorához. Előfordulnak szulfátmentes kolecisztokininek is, de azok nem képesek aktiválni a receptort.

## Funkciója
A kolecisztokinin az emésztés folyamatát és az étvágyat befolyásolja.  A vékonybél (ezen belül a nyombél és az éhbél) enteroendokrin sejtjei, az ún. I-sejtek, az enterális idegrendszer neuronjai és az agy termeli. Szekrécióját legnagyobb mértékben a vékonybélbe lépő gyomortartalom zsírsav és aminosav összetevői indukálják, kisebb részben pedig a bélnyálkahártya sejtjei által termelt kolecisztokinin-felszabadító peptid, a hasnyálmirigy acináris sejtjei termelt monitor peptid és a bolygóideg paraszimpatikus idegvégződésein felszabaduló acetilkolin is aktiválja.
A kolecisztokinin csökkenti a gyomorkiürülés sebességét és visszafogja a gyomorsav termelődését. Hatására a hasnyálmirigy acináris sejtjei emésztőenzimekben gazdag szekrétumot választanak ki. Ezek az enzimek meggyorsítják a bélben a zsírok, fehérjék és szénhidrátok lebontását. Amint ezen tápanyagok elfogynak a bélűrben, a hormontermelés is mérséklődik. A kolecisztokinin kibocsátását gátolja még a szomatosztatin és a hasnyálmirigy-peptid. Az acináris sejtek által elválasztott fehérjebontó tripszin enzim lebontja a kolecisztokinin-felszabadító proteint és a monitor proteint, negatív visszacsatolással csökkentve a kolecisztokinin és azon keresztül a saját szintjét is.
A hormon elősegíti az epe termelődését és az epehólyag kiürülését. Utóbbiban mind a hólyag összehúzódásait, mind az Oddi-záróizom elernyedését indukálja; ezáltal az epe az epehólyagból a vékonybélbe áramlik.

### Idegrendszeri hatása
Az agyban is megtalálható receptorain keresztül a kolecisztokinin pozitív hatással van a jóllakottságérzetre. Egyes források szerint mestersége beadása hányingert és szorongást is okoz, bár a különböző hosszúságú CCK-knak változó a hatása. Az éhségérzet csökkentését feltehetően a gyomor kiürülésének lassításával éri el.
A kolecisztokinin stimuláló hatással van a bolygóidegre; ezt a hatást a kapszaicin gátolja. A stimulációs effektus kioltja az "éhséghormon", a ghrelin gátlóhatását az idegen. A mesterséges, négy aminosavból (Trp-Met-Asp-Phe-NH2) álló CKK-4 szorongást idéz elő, amit a pánikrohamok elleni gyógyszerek kutatásában is felhasználnak. Egy vizsgálat szerint a kolecisztokininnek szerepe lehet a Parkinson-kórban tapasztalt hallucinációk előidézésében.
A hormonnak két receptora van: a kolecisztokinin A receptor a hasnyálmirigy acináris sejtjeiben, a B pedig az agyban és a gyomorban található. A B receptor a gasztrint is képes megkötni, amely a gyomorsav termelését segíti elő.
Kimutatták, hogy a kolecisztokinin kapcsolatba léphet az orexintermelő (az orexin az étvágyat és az alvást szabályozó neuropeptid) idegsejtekkel, így közvetetten hatással lehet az alvás-ébrenlét ciklusra.
Egy vizsgálat szerint a kolecisztokinin fontos szerepet játszhat az idegrendszer opiátokhoz (morfium, heroin) való hozzászokásában és legalább részben felelős a megvonás során jelentkező fájdalomérzet-túlérzékenység kiváltásáért.
A nagy molekulasúlyú kolecisztokinin nem képes áthatolni a vér-agy gáton, de az agytörzs és a hipotalamusz egyes része kívül esnek a gáton. 

## Fordítás
- Ez a szócikk részben vagy egészben  a   Cholecystokinin című angol Wikipédia-szócikk ezen változatának fordításán alapul.  Az eredeti cikk szerkesztőit annak laptörténete sorolja fel. Ez a jelzés csupán a megfogalmazás eredetét és a szerzői jogokat jelzi, nem szolgál a cikkben szereplő információk forrásmegjelöléseként.